# Fuikbaai
Fuikbaai ligt op 11 kilometer ten zuidoosten van Willemstad aan de zuidkust van Curaçao. 
De baai is een langwerpige, smalle binnenbaai die evenwijdig aan de kustlijn loopt en in open verbinding met de zee staat. De vaargeul heeft een breedte van 44,8 meter en een diepte van 7.92 meter.
Fuikbaai is eigendom van  Mijnmaatschappij Curaçao (MMC) en vooral bekend om haar haven. Aan de noordelijke oever van de binnenbaai liggen twee aanlegsteigers voor het laden en lossen van cement en andere bouwmaterialen.
In de nabijheid van de baai bevinden zich de Tafelberg en het dorpje Nieuwpoort. Het dorp Fuik bevindt zich aan de andere kant van Tafelberg en behoort administratief tot Seru Grandi.
Sedert de jaren zestig vindt jaarlijks in de binnenbaai het Fuikdag-evenement plaats.